# Rhinolophus cognatus
Rhinolophus cognatus (K. Andersen, 1906) è un Pipistrello della famiglia dei Rinolofidi endemico delle Isole Andamane.

## Descrizione

### Dimensioni
Pipistrello di piccole dimensioni, con la lunghezza dell'avambraccio tra 37,5 e 40,7 mm, la lunghezza della coda tra 13 e 21 mm e la lunghezza delle orecchie tra 13,5 e 18,3 mm.

### Aspetto
Non ci sono informazioni sul colore della pelliccia. Le orecchie sono di lunghezza media. La foglia nasale presenta una lancetta alta, con i bordi concavi e l'estremità arrotondata, un processo connettivo a forma di corno e inclinato verso il basso, una sella relativamente estesa, stretta alla base e con l'estremità larga e arrotondata. La porzione anteriore è larga ed ha una foglietta supplementare dietro di essa. Il labbro inferiore ha tre solchi longitudinali. La coda è lunga ed inclusa completamente nell'ampio uropatagio. Il primo premolare superiore è situato lungo la linea alveolare.

## Biologia

### Comportamento
Si rifugia all'interno di grotte.

### Alimentazione
Si nutre di insetti.

## Distribuzione e habitat
Questa specie è conosciuta soltanto in tre delle Isole Andamane.
Vive nelle foreste pluviali e nelle mangrovie.

## Tassonomia
Sono state riconosciute 2 sottospecie:
- R.c.cognatus: Andaman Settentrionale;
- R.c.famulus (Andersen, 1918): Andaman Meridionale e Narcondam.

## Conservazione
La IUCN Red List, considerato l'areale limitato e il continuo declino nella qualità ed estensione del proprio habitat, classifica R.cognatus come specie in pericolo di estinzione (Endangered).